# Suriname Motorsport Park
Het Suriname Motorsport Park is een motorsportbaan in Para, Suriname. De baan werd in mei 2013 geopend. De eigenaar is Motosur, voluit de Stichting ter bevordering van de Motorsport in Suriname. De baan is een kilometer lang en achttien meter breed en geschikt voor het organiseren van dragraces. Het is de eerste officiële racebaan van Suriname.